# رالف اولینگر
رالف اولینگر (انگلیسی: Rolf Olinger; ۱۷ دسامبر ۱۹۲۴ – ۲۵ ژوئن ۲۰۰۶) اسکی‌باز آلپاین اهل سوئیس بود.
او در سال 1948 در مسابقات سراشیبی به مدال برنز دست یافت.